# Castillo de la Tallada (Segarra)

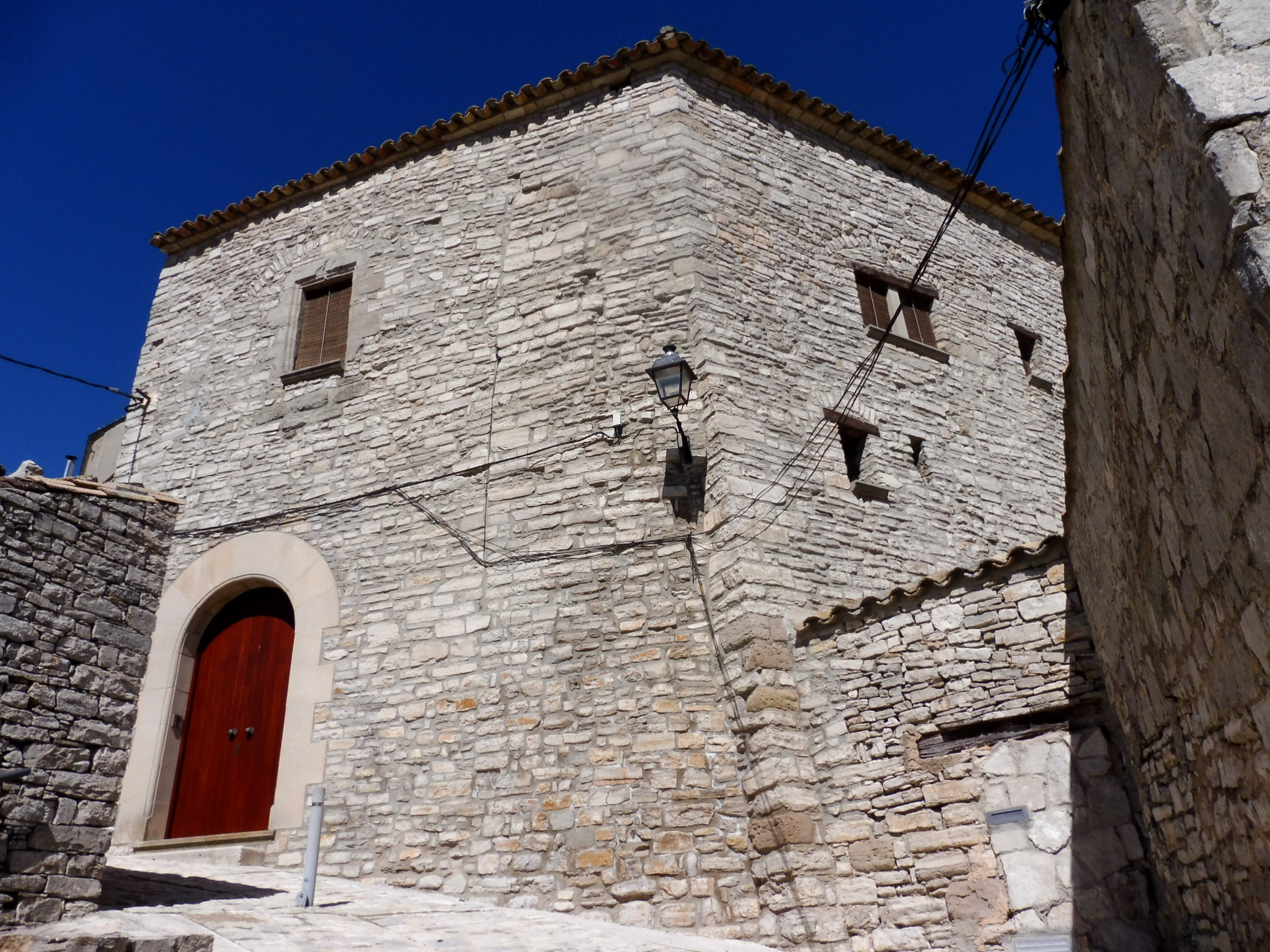
Castillo de la Tallada

El castillo de la Tallada es un edificio originado en la antigua fortificación (siglo XII-XIII) del pueblo de La Tallada, (municipio de San Guim de Freixanet,), en la comarca administrativa de la Segarra (provincia de Lérida, Cataluña). La construcción, clasificada como monumento histórico, se localiza en la parte más alta del casco antiguo, y actualmente es una vivienda de titularidad privada, conocida como Ca la Picutina.

## Arquitectura
En la actualidad, se trata de un edificio de planta cuadrada, de dos pisos y cubierta a dos aguas, con una torre integrada. Probablemente, la torre corresponda a uno de los elementos más antiguos del castillo (estilo románico). En la fachada posterior del castillo, se puede observar la torre semicircular, que presenta un aparejo obrado con sillares regulares colocados en hileras hasta la mitad de la torre, a partir de la cual, la torre se acaba formando con un aparejo más pequeño. La fachada principal, orientada al núcleo del pueblo, presenta una puerta principal con arco de medio punto, y una ventana con moldura que recuerda de estilo renacentista.

## Historia
Probablemente, el origen del nombre del castillo provenga del recuerdo de una fortificación andalusina anterior, del tipo atalaya (tali'àt, en árabe andalusí)´.
A partir de la segunda mitad del s. XI, el lugar fue conquistado y repoblado por el Condado de Manresa.
En un documento del año 1066, se cita la Torre de La Tallada, con edificios y una iglesia dedicada a San Martín, informando que un tal Guillem Bonfill donó a Udalguer Pere la torre nombrada la Tallada.
Más tarde, en el año 1193, en el testamento de Gerard Alemany, deja el castillo de la Tallada a su sobrino nombrado Gerard o Guillem.
En el año 1244, el caballero Serè de Montpalau tenía algunos derechos sobre el castillo, los cuales deja en testamento a una hija suya (Sibil·la), la cual estaba casada con B. de Santmartí.
Entre los años 1450 y 1456, Ramon de Calders es indicado como señor del castillo.
En 1490, Joan Pere de Beda, maestro en artes y medicina, es indicado como señor del castillo, aunque su mujer Eleonor, es señora por herencia.
Más tarde, la familia Queraltó fue señora del castillo, también.
En el censo de 1910, consta como propietario del edificio (Cal Picotí), el señor Pau Martí i Maimó.